# Disa longicornu
Disa longicornu är en orkidéart som beskrevs av Carl von Linné d.y.. Disa longicornu ingår i släktet Disa och familjen orkidéer. Inga underarter finns listade i Catalogue of Life.

## Bildgalleri

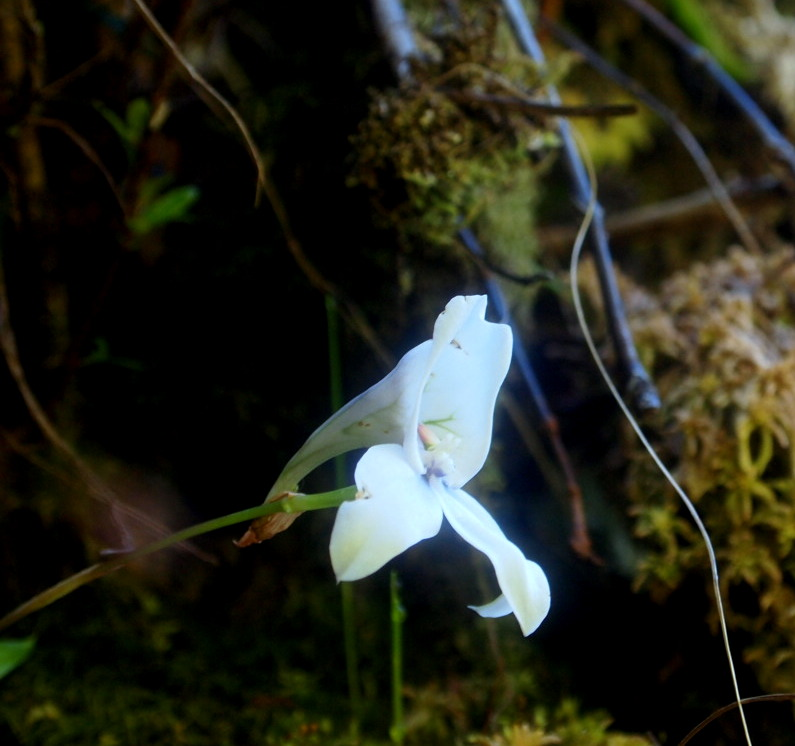
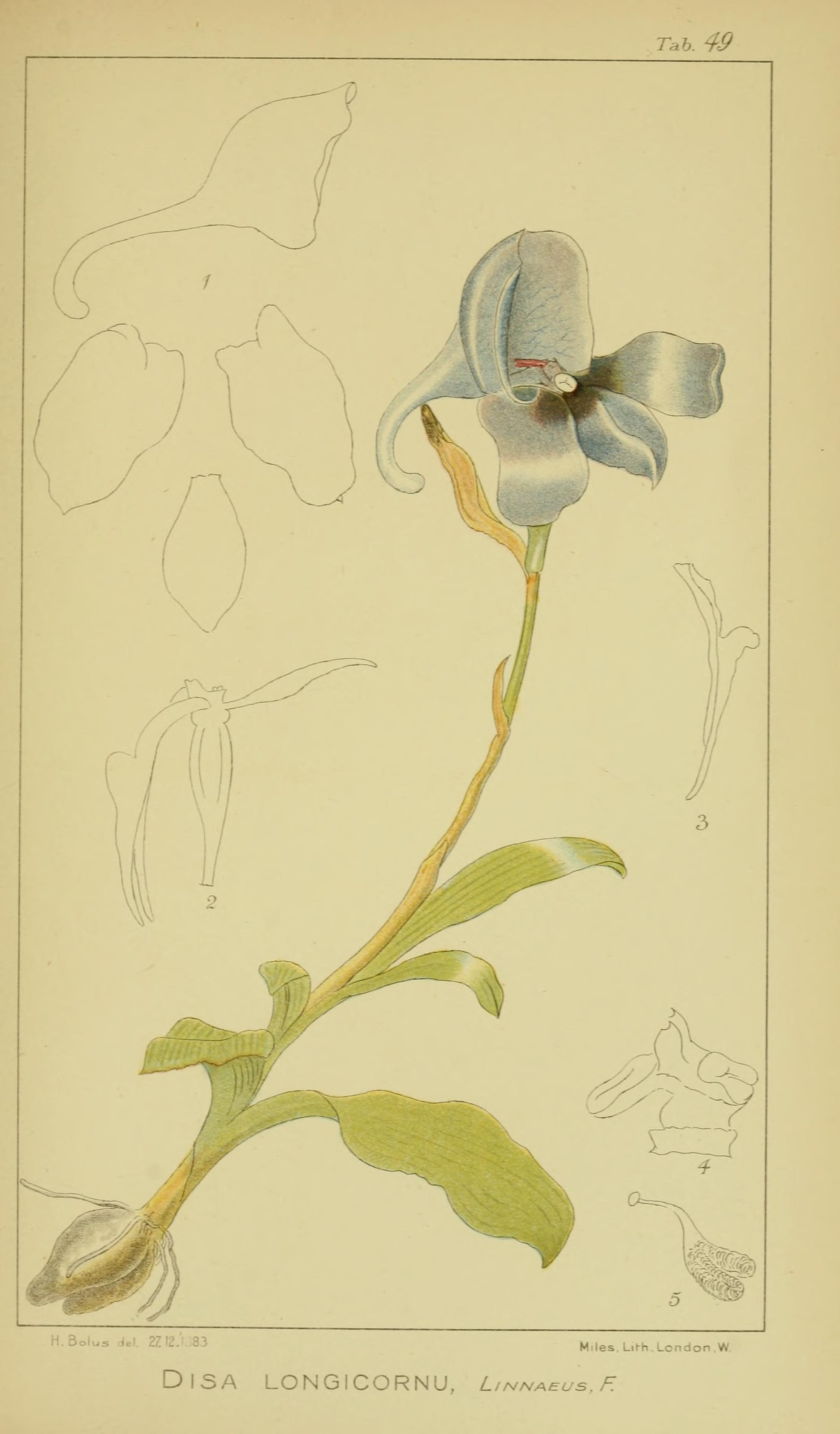
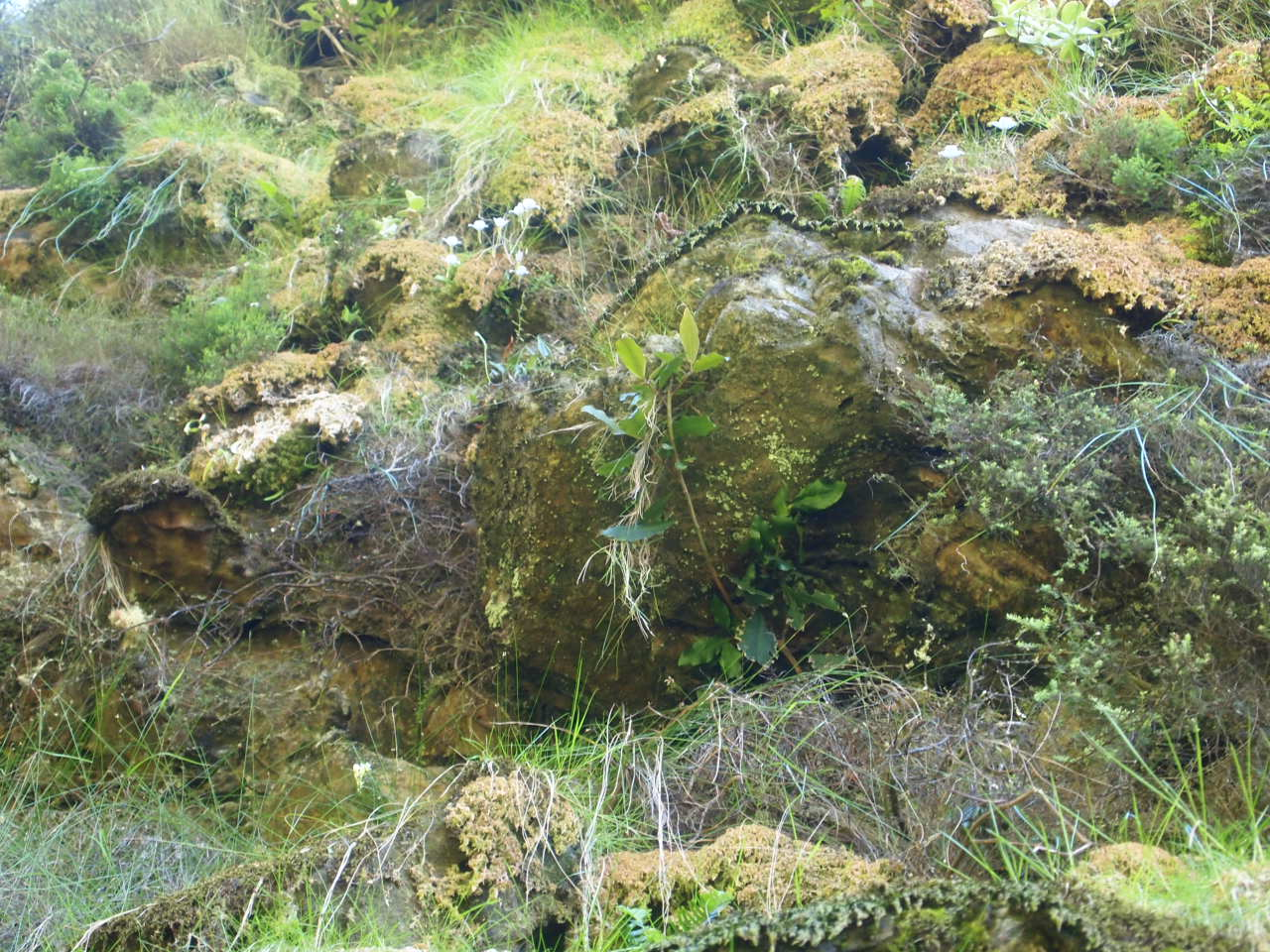